# Col d'Aubisque
El Col d'Aubisque o puerto del Aubisque (en occitano, Còth d'Aubisca), también conocido simplemente como Aubisque, es un puerto de montaña de los Pirineos situado a 1.709 m s. n. m., en el departamento de Pirineos Atlánticos, en la región francesa de Aquitania. Se encuentra a unos 30 km al sur de Pau y Tarbes. El Tour de Francia pagó para que la carretera fuera arreglada.
El puerto es el punto de partida de excursiones, y un centro de deportes de invierno, y normalmente está cerrado desde diciembre hasta junio. En verano, es visitado por numerosos ciclistas.

## Tour de Francia
Se trata de un paso habitual del Tour de Francia, catalogado como una subida de categoría especial. El primer paso se realizó en el Tour de Francia de 1910, y desde entonces se ha subido un total de 76 veces.

### Final de etapa en el Tour de Francia
El Col d'Aubisque ha sido final de etapa en dos ocasiones (en 1971 la etapa acabó en Gourette, en las inmediaciones del Aubisque):
| Año  | Ganador etapa       | Maillot amarillo  | Etapa | Inicio            | Distancia (km) | Cat. |
| ---- | ------------------- | ----------------- | ----- | ----------------- | -------------- | ---- |
| 1971 | Bernard Labourdette | Eddy Merckx       | 16a   | Bañeras de Luchón | 145            | 1.ª  |
| 1985 | Stephen Roche       | Bernard Hinault   | 18a   | Luz-Saint-Sauveur | 52,5           | 1.ª  |
| 2007 | Michael Rasmussen   | Michael Rasmussen | 16    | Orthez            | 218,5          | HC   |

### Pasos en el Tour de Francia (desde 1947)
Desde 1947, ha habido 47 pasos por la cima del Aubisque, siendo la tercera montaña más visitada de la historia del Tour de Francia, tras el Tourmalet y el Aspin.
| Año  | Corredor                | Etapa | Cat. |
| ---- | ----------------------- | ----- | ---- |
| 1924 | Ottavio Bottecchia      |       |      |
| 1925 | Ottavio Bottecchia      |       |      |
| 1926 | Lucien Buysse           |       |      |
| 1927 | Michele Gordini         |       |      |
| 1928 | Camille Van De Casteele |       |      |
| 1929 | Lucien Buysse           |       |      |
| 1930 | Benoît Faure            |       |      |
| 1931 | Alphonse Schepers       |       |      |
| 1932 | Vicente Trueba          |       |      |
| 1933 | Vicente Trueba          |       |      |
| 1934 | René Vietto             |       |      |
| 1935 | Ambrogio Morelli        |       |      |
| 1936 | Sylvère Maes            |       |      |
| 1937 | Mario Vicini            |       |      |
| 1938 | Gino Bartali            |       |      |
| 1939 | Edward Vissers          |       |      |
| 1947 | Jean Robic              | 15    | 1ª   |
| 1948 | Bernard Gauthier        | 15    | 1ª   |
| 1949 | Fausto Coppi            | 11    | 1ª   |
| 1950 | Jean Robic              | 11    | 1ª   |
| 1951 | Raphaël Géminiani       | 13    | 1ª   |
| 1952 | Fausto Coppi            | 18    | 1ª   |
| 1953 | Jesús Loroño            | 10    | 1ª   |
| 1954 | Federico Bahamontes     | 11    | 1ª   |
| 1955 | Charly Gaul             | 18    | 1ª   |
| 1956 | Valentin Huot           | 11    | 1.ª  |
| 1957 | Jean Dotto              | 18    | 1.ª  |
| 1958 | Federico Bahamontes     | 13    | 1.ª  |
| 1960 | Graziano Battistini     | 10    | 1ª   |
| 1961 | Eddy Pauwels            | 17    | 1ª   |
| 1963 | Federico Bahamontes     | 10    | 1ª   |
| 1964 | Federico Bahamontes     | 16    | 1ª   |
| 1965 | Julio Jiménez           | 9     | 1ª   |
| 1966 | Tomaso De Pra           | 10    | 1.ª  |
| 1967 | Jean-Claude Theilliere  | 17    | 1ª   |
| 1968 | Julio Jiménez           | 12    | 1ª   |
| 1969 | Eddy Merckx             | 17    | 1ª   |
| 1970 | Raymond Delisle         | 19    | 1.ª  |
| 1971 | Bernard Labourdette     | 16    | 1.ª  |
| 1972 | Wilfried David          | 7     | 1ª   |
| 1976 | Wladimiro Panizza       | 15    | 1.ª  |
| 1977 | Hennie Kuiper           | 2     | 1ª   |
| 1980 | Maurice Le Guilloux     | 13    | HC   |
| 1982 | Beat Breu               | 12    | 1.ª  |
| 1983 | Lucien Van Impe         | 10    | HC   |
| 1985 | Stephen Roche           | 18a   | 1.ª  |
| 1985 | Reynel Montoya          | 18b   | HC   |
| 1987 | Thierry Claveyrolat     | 14    | HC   |
| 1989 | Miguel Induráin         | 9     | HC   |
| 1990 | Óscar Vargas            | 17    | HC   |
| 1991 | Guido Winterberg        | 13    | HC   |
| 1993 | Claudio Chiappucci      | 17    | 1ª   |
| 1995 | Etapa neutralizada      | 16    | 2.ª  |
| 1996 | Neil Stephens           | 17    | 1.ª  |
| 1998 | Cédric Vasseur          | 10    | HC   |
| 1999 | Alberto Elli            | 16    | 1.ª  |
| 2000 | Javier Otxoa            | 10    | 2.ª  |
| 2002 | Laurent Jalabert        | 11    | HC   |
| 2005 | Cadel Evans             | 16    | HC   |
| 2010 | Christophe Moreau       | 16    | HC   |
| 2011 | Jérémy Roy              | 13    | HC   |
| 2012 | Thomas Voeckler         | 16    | HC   |
| 2018 | Rafał Majka             | 19    | HC   |
| 2022 | Giulio Ciccone          | 18    | HC   |

| País         | Victorias | Último vencedor          |
| ------------ | --------- | ------------------------ |
| Francia      | 15        | Thomas Voeckler en 2012  |
| España       | 9         | Javier Otxoa en 2000     |
| Italia       | 8         | Giulio Ciccone en 2022   |
| Bélgica      | 4         | Lucien Van Impe en 1983  |
| Luxemburgo   | 2         | Valentin Huot en 1956    |
| Colombia     | 2         | Óscar Vargas en 1990     |
| Suiza        | 2         | Guido Winterberg en 1991 |
| Australia    | 2         | Cadel Evans en 2005      |
| Países Bajos | 1         | Hennie Kuiper en 1977    |
| Irlanda      | 1         | Stephen Roche en 1985    |
| Polonia      | 1         | Rafał Majka en 2018      |

| Ciclista            | Victorias | Años                    |
| ------------------- | --------- | ----------------------- |
| Federico Bahamontes | 4         | 1954, 1958, 1963 y 1964 |
| Ottavio Bottecchia  | 3         | 1923, 1924 y 1925       |
| Eugène Christophe   | 2         | 1912 y 1913             |
| Luigi Lucotti       | 2         | 1919 y 1921             |
| Lucien Buysse       | 2         | 1926 y 1929             |
| Jean Robic          | 2         | 1947 y 1950             |
| Fausto Coppi        | 2         | 1949 y 1952             |
| Julio Jiménez       | 2         | 1965 y 1968             |